# Metfried (Wied)
Metfried von Wied, auch Meffrid, Meffried, Meffridus oder Matfrit (* etwa 1073 † um 1129 oder 1145), war um 1100 Gaugraf im Engersgau und von etwa 1129 bis 1145 Graf zu Wied. Er begann vor 1129 mit dem Bau der Burg Wied (Altwied), nach deren Sitz er sich Meffridus de Widhe nannte. Metfried war der erste Graf des ersten wiedischen Grafenhauses und ist als Begründer der Grafschaft Wied anzusehen.

## Leben und Wirken
Genaue Details zur Gründung der Grafschaft und den Ursprüngen des Grafengeschlechts von Wied sind nicht überliefert. Es gibt keine bekannten Urkunden, aus denen sich die Namen und die Stellung der Eltern und Vorfahren des Metfried sicher herleiten lassen, ebenso wenig sind dessen Geburts- und Todesjahr genau bekannt. Der Historiker Gensicke geht „mit einiger Sicherheit“ davon aus, dass Metfried ein direkter Nachfahre des 1034 im Engersgau urkundlich bezeugten Gaugrafen Wigger war, der identisch sein dürfte mit dem 1044 erwähnten Gaugrafen Wittechind. Die Bedeutung der Wieder Grafen unter den Dynasten im Raum Köln und Trier ist zu Metfrieds Lebzeiten jedoch, wie der Historiker Heinz Wolter vermutete, gering einzuschätzen.
Die älteste Erwähnung Metfrieds ist in einer Schenkungsurkunde des Trierer Erzbischofs Engelbert zugunsten der Abtei St. Matthias enthalten. Die Urkunde wird in die Zeit zwischen 1084 und 1101 datiert und Metfried als Graf im Engersgau bezeichnet („comitatu Meffridi in pago Engeresgowe“).
Metfried und sein Bruder Richwin von Kempenich waren im Jahr 1105 Zeugen bei der Stiftung der Abtei Laach durch Heinrich von Laach, Pfalzgraf bei Rhein. In der vermutlich um 1139 gefälschten Urkunde von 1093 wird Metfried als „Graf von Wied“ („Meffridus comes de wiede“) bezeichnet.
In einer vom Trierer Erzbischof Bruno am 29. November 1103 für das Stift Münstermaifeld ausgestellten Urkunde wurden Metfried und Richwin als Grafen, aber ohne Nennung ihrer Herrschaft („comes Metfrih et frater eius Rihuuin“), aufgeführt. Im selben Jahr findet Metfried Erwähnung in einer Urkunde des Erzbischofs für das Stift St. Florin in Koblenz.

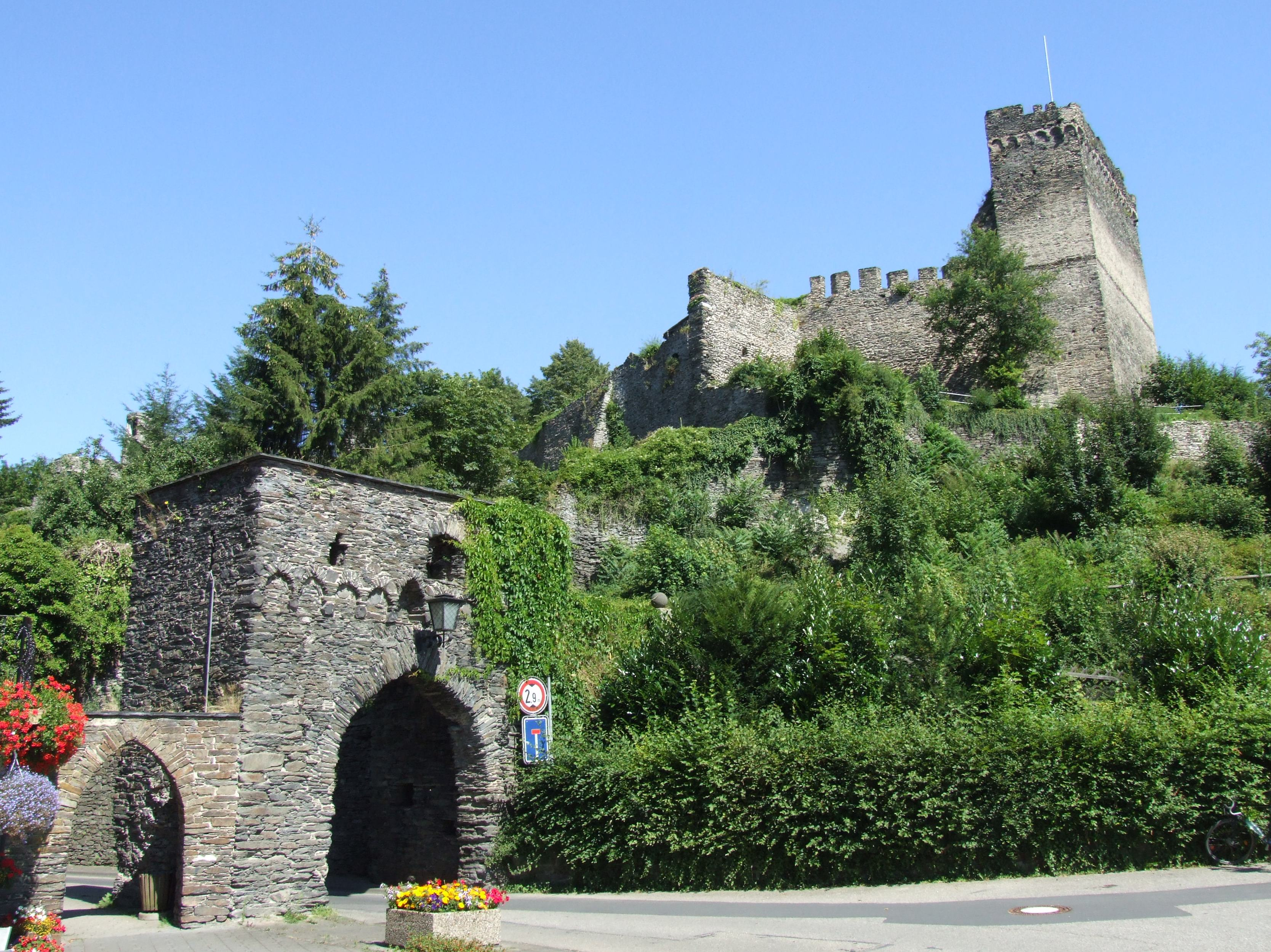
Burg Altwied, rechts die Reste des Bergfrieds bzw. des Wohnturms aus der Zeit Metfrieds

Die erste gesicherte Urkunde, in der Metfried als „Graf von Wied“ („Meffridus de Widhe“) bezeichnet wurde, stammt aus dem Jahre 1129. In ihr übergab der Trierer Erzbischof Meginher das Frauenkloster St. Thomas bei Andernach in die Fürsorge der Abtei Springiersbach.

## Besitzungen
Welche Besitzungen ursprünglich dem Wiedischen Grafenhaus zuzuordnen sind, ist nicht eindeutig festzustellen. Metfried ist der Begründer des Stammsitzes der Burg Wied, die vom 17. Jahrhundert an Burg Altwied genannt wird. In Metfrieds Zeit fällt die Errichtung des teilweise noch erhaltenen Bergfrieds, der als Wohnturm genutzt wurde. Darüber hinaus besaß die Familie vermutlich weitere Besitzungen im Großraum Bonn/Sieg in Form von einzelnen Gütern und Höfen. In dieser Gegend wird Metfrieds zweitältester Sohn Arnold (um 1098–1156), späterer Erzbischof von Köln und Kanzler unter König Konrad III., die Doppelkirche St. Maria und Clemens (Schwarzrheindorf) errichten.

## Familie
Als Ehefrau Metfrieds wird eine Osterlind genannt, von der nur der Name bekannt ist und die vermutlich aus einem linksrheinischen Adelsgeschlecht stammt. Ob diese Namenszuordnung korrekt ist, ist jedoch unklar. Eine früher vertretene Ansicht, dass Osterlind eine Verwandte von Heinrich dem Löwen gewesen sei, ist durch neuere Forschungen widerlegt.
Von Metfried sind vier Söhne und vier Töchter bekannt:
- Siegfried von Wied, wurde Metfrieds Nachfolger im Grafenamt; urkundlich erwähnt zwischen 1145 und 1162
- Arnold von Wied (um 1098–1156), wurde 1138 Kanzler von König Konrad III.; war von 1151 bis 1156 als Arnold II. von Wied Erzbischof von Köln; Arnold krönte 1152 Friedrich I. Barbarossa in Aachen zum deutschen König
- Ludwig von Wied; bekam von seinem Bruder Arnold die Vogtei Erpel; urkundlich erwähnt 1152 und 1166
- Burkhard von Wied, auch Burchard, erbte die Herrschaft Olbrück, nannte sich dann Burkhard von Olbrück und hatte seinen Sitz auf Burg Olbrück im linksrheinischen Brohltal; er war verheiratet, hinterließ aber keine Erben; urkundlich erwähnt zwischen 1145 und 1166
- Hizecha von Wied († 1172), sie war von 1144 bis 1166 Äbtissin im Benediktinerinnenkloster in Vilich
- Hadwig von Wied, auch Hedwig (vor 1120–1172), ab 1150 Äbtissin der Stifte Gerresheim und Essen, gründete zusammen mit ihrem Bruder Arnold das Frauenstift von Schwarzrheindorf
- Sophia von Wied (urkundlich erwähnt 1172), Äbtissin in Schwarzrheindorf
- Siburgis von Wied (urkundlich erwähnt 1172), Dechantin in Schwarzrheindorf